# Азов
Азов (рус. Азов) град је у Русији у Ростовској области. Налази се на реци Дону свега 7 km удаљен од Азовског мора. Према попису становништва из 2010. у граду је живело 82.882 становника.

## Историја
Ушће Дона је увек било важно трговинско средиште. Почетком 3. века п. н. е. Грци из Босфорског краљевства су основали тамо колонију коју су назвали Танаис (по грчком имену за ту реку). Неколико векова касније та колонија је била уништена. Касније, дошло је до још једне темељне деструкције од стране Гота у 3. веку после Христа.
У 10. веку ова територија је прешла под контролу Словена. Касније је татарска Златна Хорда владала овом облашћу, а касније ће ту ђеновљански и венецијански трговци основати своју колонију, Тану. Коначно ће Турци 1471. ту створити своју тврђаву Азов.
Лета 1637. године, донски козаци су заузели тврђаву од вишеструко јачег турског непријатеља. Азовом су козаци владали 5 година, а у лето 1651. издржали су дуготрајну турску опсаду. Када су се Турци повукли 1642, цар је ипак одлучио да тврђаву преда Турцима, како би се избегао даљи рат. Приликом повлачења, козаци су у великој мери уништили тврђаву.
Током рата са Турском 1696. Петар Велики је повратио Азов, али је 1711. опет морао да га уступи Турцима.
Азов је дошао коначно под власт Русије одредбама Кучуккајнарџијског мира 1774. године. У каснијим епохама, развојем Ростова на Дону, Азову је опала важност.

## Становништво
Према прелиминарним подацима са пописа, у граду је 2010. живело 82.882 становника, 792 (0,96%) више него 2002.
| 1939.  | 1959.  | 1970.  | 1979.  | 1989.  | 2002.  | 2010.  |
| ------ | ------ | ------ | ------ | ------ | ------ | ------ |
| 24.999 | 39.931 | 59.302 | 75.124 | 80.297 | 82.090 | 82.937 |

## Партнерски градови
- Агланција
- Чиликоти
- Анталија
- Кизљар
- / Феодосија
- Салехард
- Сечањ